# 船底座V364
船底座V364，又名CP-64 1403，HD 92664、SAO 251059、HR 4185，是船底座的一颗恒星，视星等为5.52，位于銀經289.68，銀緯-5.66，其B1900.0坐标为赤經10h 36m 43.5s，赤緯-64° -5.66′ 42″。